# Новокостянтинівка (Вознесенський район)
Новокостянти́нівка — село в Україні, у Братській селищній громаді Вознесенського району Миколаївської області. Розташоване за 42 км від залізничної станції Людмилівки. Населення становить 892 особи.

## Історія
Село засноване в 1872 році «актовими», колишніми дворовими селянами, з різних місць Херсонської губернії, яких поселили на казенній землі.
Під час революції 1905—1907 років селяни-бідняки Я. О. Данилов (у 1918 році був головою революційного комітету), Л. Б. Залізняк розповсюджували листівки із закликом боротися проти самодержавства. Вони організували виступ селян проти поміщика.
1920 року тут сформовано партійний і комсомольський осередки. За активну участь у боротьбі за владу Рад в роки громадянської війни жителя Новокостянтинівки В. М. Венгера 1920 року нагороджено орденом Червоного Прапора, 1967 року — орденом Червоної Зірки.
Село до 2020 року було центром сільської ради, до якої входили також села Надія, Новопетрівка, Трудолюбівка. Станом на початок 1970-х років в селі працював колгосп імені Мічуріна, який обробляв 6 570 га орної землі. В ньому вирощували в основному зернові культури; було розвинуте м'ясо-молочне тваринництво. За визначні трудові успіхи голову колгоспу Д. І. Куцовського було нагороджено орденом Леніна}. На той час діяли восьмирічна школа (при ній відкрито кімнату бойової і трудової слави земляків), будинок культури, бібліотека, дитячий комбінат. У 1974 році в селі створений Народний краєзнавчий музей.

## Пам'ятники
- У 1968 році в селі встановлено пам'ятник воїнам-односельцям, що загинули на фронтах німецько-радянської війни[2].
- У 1969 році в селі встановлено залізобетонне погруддя Івана Мічуріна на гранітному п'єдесталі[4].

## Населення
- Згідно Історії міст і сіл Української РСР у 1971 році населення села становило 855 мешканців[2].
- Згідно з переписом УРСР 1989 року чисельність наявного населення села становила 1077 осіб, з яких 611 чоловіків та 466 жінок[5].
- За переписом населення України 2001 року в селі мешкало 889 осіб[6].

### Мова
Розподіл населення за рідною мовою за даними перепису 2001 року:
| Мова       | Чисельність | Відсоток |
| ---------- | ----------- | -------- |
| українська | 775         | 86,88%   |
| російська  | 84          | 9,42%    |
| румунська  | 17          | 1,91%    |
| вірменська | 11          | 1,23%    |
| гагаузька  | 3           | 0,34%    |
| болгарська | 1           | 0,11%    |
| білоруська | 1           | 0,11%    |
| Усього     | 892         | 100%     |